# Cache-Control
En informatique, le Cache-Control est un en-tête du protocole HTTP concernant la mémoire cache.
En effet la plupart des navigateurs web utilisent un espace réservé sur le disque dur pour enregistrer
une copie des pages qui sont visitées (souvent). Ainsi quand l'utilisateur demande une page, le navigateur
affiche parfois simplement la copie qu'il avait, pour gagner du temps. Le bouton recharger (actualiser, rafraîchir) des
navigateurs permet de la mettre à jour.
Le Cache-Control peut être défini soit par le serveur web, soit par un .htaccess, ou encore selon les pages web par les sites en CGI, PHP, ASP.

## HTTP/1.0
À ce niveau du protocole, il ne permet qu'un contrôle du cache rudimentaire.

### Pragma: no-cache
Permet au navigateur d'indiquer au cache de récupérer le document auprès du serveur d'origine plutôt que de lui renvoyer celui qu'il conserve.

## HTTP/1.1
À ce niveau du protocole, l'en-tête Cache-Control offre plus de possibilités. Le navigateur ou le serveur peuvent donner des directives à un cache.
L'en-tête Cache-Control a pour valeur une liste de directives, séparées par des virgules. La spécification HTTP/1.1 dans RFC 2616 définit plusieurs valeurs pour l'en-tête Cache-Control. Certaines sont très peu utilisées.

### public
La réponse HTTP peut être mise en cache par n'importe quel cache. Un client ou un serveur proxy peuvent mettre en cache par exemple la réponse. Cela permet le partage de contenu à travers les utilisateurs qui utilisent le même serveur proxy.
Par exemple, si un document est renvoyé après authentification de l'utilisateur par le serveur et que cette authentification n'est destinée qu'à faire des statistiques et non un contrôle d'accès, le document peut être considéré comme public.

### private
Le message de réponse est destiné à un client unique et ne doit pas être mis en cache par un cache partagé. Un serveur proxy ne doit pas mettre en cache la réponse bien qu'un client puisse le faire. Cela permet au client de tenir à jour une version mise en mémoire cache pendant que tous les clients qui utilisent le même serveur proxy conservent les versions différentes mises en mémoire cache.

### no-cache
Cela vous permet de spécifier que la requête suivante pour le même contenu devra obligatoirement être validée par le serveur. Ceci rend l'entrée dans le cache directement périmée.
Cache-Control: no-cache

### no-store
Empêche le stockage non volatil (par exemple : sur disque) de la donnée.

### no-transform
La directive no-transform indique aux proxies et autres systèmes de cache qu'ils ne doivent pas transformer le corps du message qu'ils reçoivent.
Elle est par exemple prise en compte par le proxy transparent de ByteMobile, utilisé par de nombreux opérateurs mobiles tels que SFR ou Vodafone, pour leurs accès 3G. Ce proxy effectue diverses modifications sur les pages web, comme l'ajout de certains headers HTTP pouvant modifier le comportement du cache du navigateur, la suppression des retours à la ligne dans le code source, ou encore l'injection d'un code JavaScript destiné à augmenter la compression des images.

### max-age
Cette directive permet à un serveur de fixer la durée maximale de rétention. Lorsqu'elle est utilisée par un client, elle indique au(x) cache(s) la fraîcheur minimale souhaitée. Les durées sont indiquées en secondes.
Cache-Control: max-age=600
Lorsque cette directive est présente dans la requête d'un client, le cache doit renvoyer un document qui a été produit il y a au plus 10 minutes (en-tête Date). Si le cache possède une réponse plus ancienne, il est censé contacter le serveur d'origine pour obtenir une version plus récente (s'il ne le fait pas, le cache doit obligatoirement inclure un avertissement dans la réponse). Si cette directive apparaît dans la réponse d'un serveur, elle autorise le(s) cache(s) à servir cette même réponse pendant 10 minutes maximum.
Dans une réponse, la directive max-age outrepasse l'en-tête Expires.
Une valeur définie à 0 indique que la cible devrait être rechargée à chaque accès. Cette notion est proche mais non équivalente à la valeur no-cache qui, elle, oblige la création du fichier à chaque accès sans laisser de place au choix du navigateur.

### max-stale
La directive max-stale permet à un client d'autoriser le(s) cache(s) à renvoyer une réponse périmée, tout en fixant une limite à cette péremption.
Par exemple, un client peut accepter une réponse périmée depuis une heure maximum :
Cache-Control: max-stale=3600
Si le cache possède une réponse dont la fraîcheur dépasse les limites fixées par le serveur, il pourra quand même la servir. À condition qu'elle soit périmée depuis moins d'une heure. Sinon, il contacte le serveur d'origine pour obtenir une réponse de fraîcheur convenable.
À la limite, indiquer une durée maximale de péremption nulle ne sert à rien.
Cache-Control: max-stale=0
Car cela revient à autoriser les réponses périmées, mais seulement si elles le sont depuis moins de zéro seconde ! Aucune réponse ne peut correspondre à ce critère, donc tout se passera exactement comme si le client n'avait rien précisé dans sa requête.

### min-fresh
La directive min-fresh permet à un client d'exiger une réponse fraîche qui sera valable pendant toute la valeur indiquée.
Par exemple, un client peut exiger une réponse fraîche qui sera valable pendant au moins 20 secondes :
Cache-Control: min-fresh=20

### min-vers
Permet d'indiquer au cache de stocker uniquement des requêtes et des réponses avec des versions HTTP supérieures ou égales à celle spécifiée.

### must-revalidate
Force le cache à se reconnecter au serveur avec un If-Modified-Since et doit provoquer une erreur 504 si la page a disparu. Si malgré les recommandations, le cache viole cette directive, il doit obligatoirement prévenir l'utilisateur et obtenir son accord pour chaque accès non revalidé.

### proxy-revalidate
Mécanisme similaire à "must-revalidate", mais s'applique uniquement à des caches de proxy partagés (autres que ceux utilisés par le logiciel client de l'utilisateur). Cela permet de contrôler que l'utilisateur est bien authentifié sur le serveur.

### only-if-cached
Si le client s'exécute dans un réseau à faible débit, permet de demander au cache de ne répondre que pour des éléments présents en local, et de retourner une erreur 504 sinon. Des requêtes entre caches locaux avec un bon débit réseau sont possibles.